# 世界標準
世界標準（せかいひょうじゅん、英: international standard）またはグローバルスタンダード（英: global standard）とは、技術分野における国際工業規格・国際会計基準など、準拠すべき枠組みとして国際的に一定の拘束力を持つ標準、規格、規則を示す語である。

## グローバル・スタンダード
グローバル・スタンダードは、国際標準から派生して生まれた言葉であり、比喩的な表現である。「グローバル・スタンダード」という言葉が、日本で多用されるようになったのは1997年（平成9年）以降であり、日本国外ではあまり使用されない和製英語といわれている。
みずほ総合研究所は「グローバル・スタンダードという言葉は、国際標準に類似した概念を、工業規格・会計基準などにとどまらず、企業活動・メネジメント手法・経済システムなどにまで対象を拡張させて使用されている。注意する必要があるのは、経営手法・経済システムに市場占有率などなく、国際的な取り決めによる一定の標準・ルールがあるわけではない」と指摘している。

## 世界標準の例
交通信号機が緑・黄・赤の3色となっている事例や、船舶や航空機が右側通行に統一されていることなど。

## 雇用制度
世界では職務給による専門家が雇用の中心であり、ときにリストラや好待遇を求めて転職を繰り返すのに対し、日本では新卒採用による総合職（ジェネラリスト）を長期雇用（終身雇用）するのが雇用の中心である。
司法書士 - 法の支配に基づいた、年齢・性別・国籍を問わない優秀者選抜制度により、年齢制限もなければ転職も比較的自由という世界標準の雇用制度を実現している。そして、その好循環を国民の信頼並びに業務拡大へとつなげている。